# Margrit Braegger
Margrit Braegger (* 15. September 1906 in St. Gallen; † 31. August 1970 ebenda) war eine Schweizer Illustratorin, Sängerin, Komponistin und Autorin.

## Leben und Wirken
Margrit Braegger war die einzige Tochter von Adèle Braegger-Weber und dem Kunstmaler Carl Braegger (1875–1907). In ihrem ersten Lebensjahr starb ihr Vater nach längerer Krankheit. Von ihrer Mutter gefördert, studierte sie Gesang und Klavier. Ihr Bühnendebüt hatte sie 1930 am Stadttheater Zürich im Stück Hoffmanns Erzählungen als Olympia.
Ab 1934 tourte sie während fünf Jahren mit einem eigenen Puppenkabinett, für das sie auch die Puppen anfertigte, durch zahlreiche Schweizer Städte.
Als Sängerin trat sie in Wien, München und Paris auf, ehe der Ausbruch des Ii. Weltkrieges ihre internationale Laufbahn beendete. Sie trat in den kommenden Jahren in der Schweiz auf, u. a. in Der arme Heinrich am Musikkollegium Winterthur (1945), am Stadthaus Winterthur (1945) und zur Gedenkfeier von Franz von Hoesslin in Genf (1946). Im Jahr darauf folgte in Gedenken an Franz von Hoesslin ein Gesangs-Abend im Schubert-Saal in Wien.
Ab Ende der 1940er Jahre schrieb sie Märchen und Kinderlieder. Einige Märchen erschienen in Buchform, zu denen sie die Illustrationen beisteuerte. Dazu gehören König Schlotterich (1947) und Das verlorene Schlüsselchen (1948) – jeweils unter dem Pseudonym Grete Berg – und Sternputzerli (1948), Prinz Mido (1951) für die Uhrenfabrik Mido, Der tanzende Mond (1953) und Das goldene Ei (ca. 1969).
Schallplattenaufnahmen entstanden ab Ende der 1950er Jahre (oftmals mit Ines Torelli und Ursula Schaeppi als Sprecherinnen) zu ihren eigenen Märchen De Tüüfel als Seiltänzer, De wiiss Rab Pumsli im Zirkus, Die flügend Biberfrau, d’Zauberfädere vom Pumsli und Hex Zitterbein möcht Königin sein. Letzteres wurde als Bühnenstück vom Komponisten Paul Burkhard vertont.
Als Regisseurin realisierte sie einige Bühnenaufführungen nach ihren Märchen: König Schlotterich (1952) am Kurtheater Baden, Das verlorene Hemdchen (1955) und Die Reise des Sankt Nikolaus (1959) am Stadttheater Luzern.

## Auszeichnungen
- 1967: Anerkennungspreis der Stadt St. Gallen.[3]